# Дубровка (Вавозький район)
Дубро́вка (рос. Дубровка) — присілок (колишній виселок) в Вавозькому районі Удмуртії, Росія.
Населення — 101 особа (2010; 119 в 2002).
Національний склад (2002):
- удмурти — 64 %
- росіяни — 36 %

Урбаноніми:
- вулиці — Антоновська, Дубровська, Молодіжна, Нова